# Седлисько (гміна, Равський повіт)
Гміна Седлисько — колишня (1934—1939 рр.) сільська ґміна Равського повіту Львівського воєводства Польської республіки (1918—1939) рр.. Центром ґміни було село Седлисько.

1 серпня 1934 р. створено ґміну Седлисько в Равському повіті. До неї увійшли сільські громади: Гребенне, Прусє, Рата, Рички, Седлисько, Верхрата.

У 1934 р. територія ґміни становила 133,34 км². Населення ґміни станом на 1931 рік становило 9 212 осіб. Налічувалось 1 712 житлових будинків. 

Відповідно до Пакту Молотова — Ріббентропа 27 вересня територія ґміни була зайнята СРСР. Ґміна ліквідована в 1940 р. у зв’язку з утворенням Рава-Руського району.